# انتخاب (روزنامه)
روزنامه انتخاب یکی از روزنامه‌های صبح تهران بود که پس از حدود ۵ سال انتشار تعطیل شد. سایتی به همین نام، پس از توقیف روزنامه، فعالیت خود را از سال ۱۳۸۳ شروع کرده‌است. مصطفی فقیهی مدیرمسئول وبگاه انتخاب دربارهٔ گرایش جناحی خبرگزاری انتخاب گفته‌است: «سایت انتخاب به عنوان قدیمی‌ترین رسانه‌ی مجازی، خود را ملزم به حمایت جدی از میانه‌روی و مقابله با تندروی می‌داند»

## راه‌اندازی
روزنامه انتخاب در فروردین ۱۳۷۸ با مدیریت مسوول دکتر طه هاشمی که نماینده مردم قم در مجلس شورای اسلامی و عضو هیئت مدیره دفتر تبلیغات اسلامی بود و به صاحب امتیازی دفتر تبلیغات اسلامی راه‌اندازی شد.
محمد مهدی فقیهی که وی نیز عضو هیئت مدیره دفتر تبلیغات بود سمت سردبیری این روزنامه را بعهده داشت.

## تعطیلی انتخاب در بدو تأسیس
اما هنوز چند «پیش‌شماره» روزنامه انتخاب منتشر نشده بود که آیت‌الله خامنه‌ای دستور توقف انتشار این روزنامه را داد. مهدی خلجی، دبیر سرویس اندیشه روزنامه انتخاب، پس از تعطیلی انتخاب، در تحلیلی برای سایت بی‌بی‌سی نوشته‌است:
«پس از انتشار چند پیش‌شماره در بهمن سال هفتاد و هفت، به دستور آیت‌الله خامنه‌ای، انتشار انتخاب متوقف شد، چون از نگاه وی، انتخاب روزنامه‌ای در شأن حوزه علمیه نبود. سرانجام، مدیران روزنامه به وی اطمینان دادند که روزنامه انتخاب، ارگان حوزه علمیه نخواهد بود، ولی به نشر اندیشه‌های آیت‌الله خمینی و مبانی جمهوری اسلامی خواهد پرداخت.»

## حمله جریان‌های تندرو و ماجرای کوی دانشگاه
این روزنامه که صاحب امتیاز آن دفتر تبلیغات اسلامی حوزه علمیه قم بود، پس از انتشار شماره‌های نخست، به عنوان تنها رسانه جناح راست معرفی شد که سعی می‌کرد افکار مترقی و نوین را منتشر کند که به همین دلیل به عنوان یکی از بزرگترین دشمنان نشریات تندرو از جمله روزنامه کیهان، شناخته شد و به طوریکه از سوی روزنامه‌های تندرو جناح راست، مورد حمله واقع می‌شد.
این روزنامه در ایام حمله به کوی دانشگاه تهران، اخبار و گزارهای متعدد و نسبتاً دقیقی منتشر کرد، به طوریکه بارها عکاسان و گزارشگران این روزنامه از سوی نیروهای حزب‌الله، بسیج و نیروهای به اصطلاح لباس شخصی‌ها مورد تعرض قرار گرفتند و چند روز پی در پی، روزنامه انتخاب توسط این نیروها از روی دکه‌های روزنامه فروشی جمع گردید.
پس از قضایای کوی دانشگاه تهران، این روزنامه و مسئولان آن مورد غضب واقع شدند و زمزمه‌های تعطیلی انتخاب به گوش رسید.

## حمایت از رفسنجانی و خاتمی
روزنامه انتخاب در سال ۱۳۷۷ و در جریان انتخابات مجلس ششم، تنها رسانه‌ای بود که از آیت‌اللّٰه هاشمی رفسنجانی حمایت کرد و در مقابل حملات اکبر گنجی، اقدام به پاسخگویی کرد. این روزنامه همچنین در جریان انتخابات ریاست جمهوری ۱۳۸۰، از سید محمد خاتمی حمایت کرد.

## گفتگوی پر سر و صدای سردبیر
یکی دیگر از دلایل اصلی تعطیلی این روزنامه، گفتگوی مفصل محمد مهدی فقیهی با خبرگزاری جمهوری اسلامی (ایرنا) بود که در آن ضمن معرفی جریان نواندیشی دینی صراحتاً، به آیت‌الله مصباح یزدی حمله کرده و خواستار به حاشیه راندن او شده بود.
پس از این گفتگو، هزاران نفر از طرفداران مصباح یزدی در قم تظاهراتی برپا کردند و با شعارهای «روزنامه انتخاب تعطیل باید گردد»، «مرگ بر فقیهی»، مرگ بر قلم به دست مزدور»، اعتراض خود را نشان دادند و پس از آن بود که روزنامه انتخاب به عنوان ارگان جریان نواندیشی دینی مشهور گردید و حتی فقیهی اعلام کرد که برای انتخابات ریاست جمهوری سال ۱۳۸۰، کاندیدا معرفی خواهد کرد.
روزنامه انتخاب در سال ۱۳۸۰ اقدام به راه‌اندازی مجله «راه سوم» کرد که پس از اعتراضات زیاد، تعطیل شد.

## فشارهای سیاسی و تعطیلی
روزنامه انتخاب در سال‌های پایانی، به دلیل فشارهای شدید سیاسی، جذابیت رسانه‌ای خود را از دست داد و به تعبیر جناح اصلاح طلب، به ستاد ضد اصلاحات و «کیهان مؤدب» مشهور گردید و هر روزه، مدیران آن در رسانه‌ها، به دلیل فشارها خبر از کناره‌گیری می‌دادند، به طوریکه پس از انتشار گزارشی در «انتخاب» در مورد جلسه محرمانه حزب مشارکت با عنوان «فروپاشی اجتماعی»، سایت خبری «امروز»، مصاحبه‌ای با سردبیر انتخاب منتشر کرد که در آن، فقیهی از فشارهای گسترده بر «انتخاب» خبر داده بود که حتی بر تیتر نخست آن نیز نفوذی ویژه دارند، گرچه فقیهی این مصاحبه را تکذیب کرد و به دلیل انتشار این مصاحبه، از سعید حجاریان (مدیر وقت این وبگاه) شکایت کرد.
اما بالاخره این روزنامه در سال ۱۳۸۳ به دلیل فشارهای متعدد دفتر تبلیغات اسلامی حوره علمیه قم، به دلایل مالی تعطیل گردید.
در این روزنامه چهره‌های شاخص مطبوعاتی مانند مجید رضاییان، فریدون صدیقی، حسین قندی، مهدی خلجی، جمشید برزگر و… حضور داشتند.

## راه‌اندازی خبرگزاری انتخاب
پس از تعطیلی روزنامه، محمدمهدی فقیهی و مصطفی فقیهی، با همکاری برخی روزنامه نگاران روزنامه انتخاب، خبرگزاری انتخاب راه‌اندازی کردند.
خبرگزاری انتخاب، برخلاف روزنامه انتخاب که چهره‌ای محافظه کارانه داشت، به عنوان یک رسانه اینترنتی با تفکرات محافظه کاری مدرن و مخالف جریان‌های تندرو یاد می‌شود.
این سایت به دلیل مقالات و اخباری که علیه دولت احمدی‌نژاد نوشته، ۵ آدرس آن فیلتر شده‌است.
خبرگزاری انتخاب، سایت انگلیسی خود را نیز چندی پیش، راه‌اندازی کرده‌است.
مدیریت و سردبیری این خبرگزاری به عهده مصطفی فقیهی است.

## توقیف خبرگزاری انتخاب
خبرگزاری انتخاب طی کمتر از یک هفته پس از دهمین دوره انتخابات ریاست جمهوری ۳ بار فیلتر شد و سرانجام روز ۲۹ خردادماه ۱۳۸۸ توقیف شد.
این پایگاه خبری در انتخابات از میرحسین موسوی حمایت می‌کرد.

### بازگشت دوباره سایت انتخاب
این سایت در ابتدای سال ۹۰ مجدداً فعالیت خود را آغاز کرد و مجدداً نوک تیز انتقادات را متوجه احمدی‌نژاد کرد. مصطفی فقیهی مدیرمسئول و سردبیر این سایت، طی یادداشتی در سالگرد پیروزی احمدی‌نژاد در انتخابات ریاست جمهوری ۸۴ نوشت: "توجه و دقت در اینکه احمدی نژاد از سابقه قابل ذکری در انقلاب و پس از آن هم برخوردار نبوده (حتی در شهرداری هم منصوب شورای شهر بود و قطعاً اگر او کاندیدای شورای شهر هم می‌شد رای نمی‌اورد) چطور شد یک مرتبه از لباس‌هایش بوی شهید بزرگوار رجایی بیرون آمد - در حالی که با اتفاقات امروز، به راحتی می‌توان فهمید که آیا سنخیتی بین او و شهید رجایی هست یا خیر؟ - و چگونه او، یکباره مدعی مقام ریاست جمهوری شد؟ توجه به اینکه عموم مردم ایران تا بیست روز پیش از انتخابات ریاست جمهوری ۸۴، حتی اسم او را نشنیده بودند و جمال دل آرایش را زیارت نکرده بودند و با در نظر گرفتن اینکه او و البته برخی دیگر اصلاً در حد و اندازه‌های تصدی مقام رییس جمهوری ایران و حتی یک وزارت خاص هم نبودند و از طرفی با توجه به اینکه حتی تا ده پانزده روز پیش از انتخابات، ایشان کار تبلیغاتی چندانی هم نکرده بود و از طرف دیگر برنامه‌ای ارائه نداده بود … چه شد که ظرف سه چهار روز اخر و روز انتخابات در شمار رقبای جدی درآمد؟ می‌خواهیم بدانیم که او از چه بخش از امدادهای غیبی سود برده و چه سازمانهای عریض و طویلی که از قضا ورودشان هم به صحنه‌های انتخاباتی و کلاً کار سیاسی از نظر قانون جرم و از نگاه امام (ره) حرام شناخته شده بود در این خدمت رسانی تمام سهم داشته‌اند و آنها چه اهدافی را از به صحنه اوردن کسی مثل او دنبال می‌کنند؟ و چنانکه در بالا نیز گفتم: چه عوامل فرهنگی سیاسی و اقتصادی و اجتماعی دست در کارند که بخشهایی از مردم هوشمند و با فهم و سلیقه ایران به گزینه‌های نامناسب و خاصی رو می‌آورند و در اندک زمانی تحت تاثیر برخی افراد و سازمانها بدون توجه به فرجام کار تصمیم می‌گیرند؟ " 
فقیهی همچنین در یادداشت دیگری، از آنچه سکوت و طفره رفتن احمدی‌نژاد از سخن گفتن در مورد حوادث پس از انتخابات خواند، به شدت انتقاد کرده‌است. سایت انتخاب همچنین در یادداشت دیگری، صراحتاً حمایت خود از سیدمحمد خاتمی را اعلام کرد و اعلام کرد که یک موی خاتمی را با صد لشکر احمدی‌نژاد عوض نمی‌کند.

## توقیف‌های مکرر سایت انتخاب
پس از انتشار مقاله‌ای دربارهٔ انتصاب یکی از عاملان فساد اقتصادی سایت انتخاب توقیف گردید. سرور سایت از دسترس خارج شده‌است و امکان دیدن سایت تنها در کش گوگل فراهم است. یکی از نزدیکان آقای فقیهی نیز این خبر را در صفحه توییتر خود اعلام کرده‌است. 
در بهمن ۱۳۹۲ (به علت انتشار نامه انتقادی صادق زیباکلام به حسین شریعتمداری) و مهر ماه ۹۳ (به دلیل شکایت آقایان حمید پورمحمدی قائم مقام بازداشتی بانک مرکزی دولت احمدی‌نژاد و فردی به نام کامل تقوی نژاد که موفق شد مدیرعاملی بانک سپه را تصاحب کند) این خبرگزاری برای چندمین بار توقیف شد و سایتش از دسترس خارج گردید.

### شکایت وزیر اقتصاد و صدور حکم جلب برای مدیرمسئول
پس از انتقادات و افشاگری‌های سایت انتخاب در مورد اختلاس سه هزار میلیاردی، حسینی وزیر اقتصاد ضمن شکایت از مصطفی فقیهی مدیرمسئول این سایت خبری، حکم جلب وی را گرفت." 

## توقیف انتخاب با شکایت دولت
سایت انتخاب که پیش از انتخابات ۹۲ و پس از آن، به عنوان یکی از مهمترین رسانه‌های حامی حسن روحانی مشهور بود و برخی عنوان «سایت غیررسمی دولت» را درباره این روزنامه به کار می‌بردند، به دلیل انتشار اخباری در مورد فساد سیستماتیک در بخش‌هایی از دولت با شکایت دولت مواجه و در تاریخ ۱۰ مهر ۱۳۹۳ فیلتر شد.
سایت انتخاب مجدد در تاریخ ۱۰ دی ۱۳۹۳ رفع فیلتر شد.

## توقیف انتخاب با فشار شمخانی
سایت انتخاب همچنین در ۲۲ دی ماه ۹۸ در کانال تلگرامی اش، از شمخانی دبیر شورای عالی امنیت ملی خواست که «استعفا دهد» اما تنها ۸ ساعت پس از انتشار این خبر، شورای عالی امنیت ملی ضمن شکایت از سایت انتخاب، به هیئت نظارت بر مطبوعات دستور داد این سایت را توقیف کند که در همان روز حکم توقیف سایت انتخاب از سوی هیئت نظارت بر مطبوعات امضا شد.

## سایت انتخاب و حادثه هواپیمای اوکراینی
پایگاه خبری انتخاب پس از حادثه هواپیمای اوکراینی در تاریخ ۲۳ دی ماه ۱۳۹۸ توقیف و پس از مدتی رفع توقیف شد.